# Angonyx meeki
 Angonyx meeki là một loài bướm đêm thuộc họ Sphingidae. Nó được tìm thấy ở quần đảo Solomon.